# 连维良
连维良（1962年12月—），男，河南禹州人，中华人民共和国政治人物。研究生学历，管理学硕士学位。前任国家发改委副主任。中共十六大、十七大、十八大代表。

## 生平
早年毕业于西安交通大学动力机械一系电厂热能动力专业；1983年8月毕业后分配到河南省科学院能源研究所，任技术员。1985年，调到河南省计经委，历任节能技术服务中心助理工程师、副科长、综合技术设计室主任，综合处（省政府目标协调办公室）主任科员，国民经济综合处副处长；省计经委改名为省计委后，历任国民经济综合处处长，政策法规处处长，副主任。1991年4月加入中国共产党。2000年5月，任省发展计划委员会副主任、党组成员。2001年1月，任中共新乡市委副书记、代市长、市长，同年12月任中共新乡市委书记。2006年2月，转任中共洛阳市委副书记、代市长；次月正式任市长。同年9月，任中共洛阳市委书记，并于次月升任中共河南省委常委。2010年7月，改任中共郑州市委书记。2012年2月，上调中央任国家发改委副主任、党组成员。2023年3月，因年龄到限，不再担任国家发改委副主任。